# HC Etro 92 Veliko Tarnovo
HC Etro 92 Veliko Tarnovo byl hokejový klub z Veliko Tarnovo, který hrával Bulharskou hokejovou ligu. Klub byl založen roku 1992. Jejich domovským stadionem byl Zimní stadion Veliko Tarnovo.